# Néa Agathoúpoli
Néa Agathoúpoli, en grec moderne : Νέα Αγαθούπολη, est un village du dème de Pýdna-Kolindrós, de Macédoine-Centrale en Grèce.
Selon le recensement de 2011, la population du village s'élève à 267 habitants.